# Vladimir Jelčić
Vladimir Jelčić, född 10 oktober 1968 i Čapljina, SFR Jugoslavien (nu Bosnien och Hercegovina), är en kroatisk tidigare handbollsspelare (vänstersexa). Han var med och tog OS-guld 1996 i Atlanta.

## Klubbar
- RK Metković (1985–1988)
- RK Zagreb (1988–1995)
- RK Zadar (1995–1996)
- RK Celje (1996–1999)
- RK Zagreb (1999–2001)
- RK Metković (2001–2002)
- Pallamano Trieste (2002–2003)